# Kolárovice
Kolárovice (Hongaars:Kolaróc) is een Slowaakse gemeente in de regio Žilina, en maakt deel uit van het district Bytča.
Kolárovice telt 1890 inwoners.